# Thành tế bào
Thành tế bào hay vách tế bào là một lớp dai, linh hoạt đôi khi khá cứng bao quanh một số Tế bào. Nó nằm bên ngoài màng tế bào và tạo cấu trúc hỗ trợ và bảo vệ tế bào,tạo nên hình dạng đặc trưng, ngoài ra nó còn hoạt động với chức năng lọc. Một chức năng quan trọng của thành tế bào là hoạt động như một nồi áp suất, ngăn chặn sự giãn nở quá mức khi nước đi vào tế bào. Thành tế bào được tìm thấy ở thực vật, vi khuẩn, nấm, tảo và một số vi khuẩn cổ. Động vật và động vật nguyên sinh không có thành tế bào.Ngoài ra nó cũng giống như biểu bì để bảo vệ cấu tạo bên trong thực vật.

## Cấu tạo
Thành tế bào vi khuẩn được cấu tạo từ các đơn phân murein (còn gọi là peptidoglycan hay glucopeptit). Mỗi đơn phân murein bao gồm: N- acetyl glucozamin (G), N- acetyl muramic(M), Alanin, D- glutamic, Di – aninoaxit, với tỉ lệ là:
	G: M: Ala: D – glu: Diamin  = 1:  1:  2:  1:  1

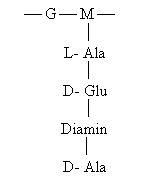
Mô hình đơn phân murein:

- Mối liên kết giữa các chất trong đơn phân: G và M liên kết với nhau bởi liên kết 1-4 β glucozit. Các amino acid liên kết với nhau và liên kết với M bởi liên kết pettit. Các đơn phân liên kết với nhau để tạo lớp thành vững chắc.
- Giữa M của đơn phân này với G của đơn phân kế tiếp cũng liên kết với nhau bởi liên kết 1-4 β glucozit tạo thành liên kết chuỗi dọc của thành tế bào.
- Liên kết 1-4 β glucozit bị enzim lyzozim cắt đứt, do đó thành tế bào bị thủy phân bởi lyzozim.
- Giữa các đơn phân trên hai chuỗi kế tiếp nhau cũng liên kết với nhau tạo thành liên kết ngang của thành tế bào. Ở vi khuẩn Gram âm hai đơn phân liên kết trực tiếp ở Diamin và D- ala. Ở vi khuẩn Gram dương hai đơn phân liên kết ở Diamin và D- ala thông qua cầu nối pentaglyxin.

Thành tế bào Gram dương có nhiều lớp murein nên thành dày, vi khuẩn G – có một lớp murein nên thành mỏng hơn. Thành tế bào vi khuẩn còn có một hợp chất đặc biệt là axit teicoic hợp chất này thấy nhiều ở vi khuẩn Gram dương (Có thể chiếm 50% trọng lượng khô của thành) ở vi khuẩn Gram âm không thấy hợp chất này. Bên ngoài thành tế bào vi khuẩn Gram âm  có lớp màng ngoài cấu tạo rất phức tạp.